# Adam Skrodzki
Adam Skrodzki, né le 23 décembre 1983 est un escrimeur polonais, pratiquant le sabre.

## Biographie
Il participe aux Jeux olympiques de 2012 à Londres, durant lesquels il est éliminé après son deuxième assaut, après avoir vaincu Lam Hin Chung et s'être incliné face à Nicolas Limbach,.

## Palmarès
- Championnats d'Europe
  -  Médaille d'argent par équipes aux championnats d'Europe 2004 à Copenhague[3]
  -  Médaille d'argent par équipes aux championnats d'Europe 2005 à Zalaegerszeg[4]
  -  Médaille de bronze par équipes aux championnats d'Europe 2003 à Bourges[5]

- Championnats de Pologne
  -  Médaille d'or en individuel aux championnats de Pologne 2004
  -  Médaille d'or en individuel aux championnats de Pologne 2009